# Nottö
Nottö med Nottö klobben är en ö i Åland (Finland). Den ligger i Skärgårdshavet och i kommunen Brändö i landskapet Åland, i den sydvästra delen av landet. Ön ligger omkring 63 kilometer öster om Mariehamn och omkring 220 kilometer väster om Helsingfors.
Öns area är 52,7 hektar och dess största längd är 1,4 kilometer i nord-sydlig riktning. Ön höjer sig omkring 20 meter över havsytan.

## Delöar och uddar
- Nottö 60°17′56″N 21°00′48″Ö / 60.29892°N 21.01329°Ö
- Nottö klobben 60°18′18″N 21°00′39″Ö / 60.30488°N 21.01079°Ö